# أوقستي سيمون باريس
أوقستي سيمون باريس (بالفرنسية: Auguste Simon Paris)‏ هو عالم حشرات فرنسي، ولد في 1794 في شارفيل-ميزيير في فرنسا، وتوفي في 7 سبتمبر 1869.